# Quelite angular

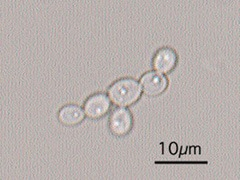
Candida Albincans - Agente etiológico da Quelite angular

Quelite angular ou queilite angular, popularmente chamada de boqueira, é a inflamação de uma ou ambas comissuras (ângulos) da boca. Provoca nas extremidades da boca ressecamento, rachaduras e lesões avermelhadas. Pode também estar acompanhada de dor e coceira. Esta condição pode perdurar desde apenas alguns dias até anos. É um tipo de queilite (inflamação dos lábios) e representa a segunda principal causa de infecção dos lábios.
Pode ser causada por infecção, irritação ou alergias. A queilite angular frequentemente representa uma infecção de fungos como Candida albicans ou bactérias como Staphylococcus aureus, tendo vários factores locais e sistémicos predisponentes envolvidos na aparição e persistência da lesão. As irritações incluem o uso de próteses dentárias mal encaixadas ou desgastadas (perda de dimensão vertical), hábito de lamber os lábios, sialorréia (babar-se), xerostomia (boca seca), exposição ao sol, manter a boca fechada por longos períodos de tempo, fumar e lesões menores. As alergias podem estar associadas a substâncias como a pasta dos dentes, maquilhagem ou à alimentação. Geralmente compreende uma série de factores. Outros aspectos podem estar relacionados com deficiências nutricionais e imunossupressão (HIV, tratamentos médicos). O diagnóstico pode ser auxiliado através de exames para infecções e testes de adesivo para as alergias.
O tratamento da quelite angular é normalmente baseado em causas subjacentes juntamente com o uso dum creme barreira. É possível que sejam experimentados cremes antifúngicos e antibacterianos. A quelite angular é um problema bastante comum, e estima-se que afecte 0,7% da população. Ocorre com mais frequência entre os 30 e os 60 anos de idade, apesar de ser também relativamente comum em crianças. No mundo em desenvolvimento, o défice de ferro e vitaminas são causa comum.

## Sinais e sintomas
Queilite angular é um termo relativamente inespecífico que descreve a presença de uma lesão inflamatória nos ângulos da boca. As lesões costumam ser simétricas, mas podem aparecer em um só lado. Em alguns casos estão confinadas apenas à muscosa labial e em outros podem afetar pele adjacente aos lábios. Inicialmente há um engrossamento branco-acinzentado e eritema. Posteriormente, a aparência da lesão é triangular, com eritema, edema e fissura dos cantos da boca. Pode haver ulceração, crostas e atrofia, mas geralmente não sangra. Raramente a lesão se estende até o queixo ou bochechas. Se há infecção por Staphilococcus aureus a lesão pode presentar crostas amarelo-douradas. Na queilite angular crônica pode haver supuração, descamação e formação de tecido de granulação.
Em alguns casos se evidenciam as causas predisponentes, como perda de altura da face inferior por próteses inadequada (colapso mandibular), glossite (deficiência nutricional), mucosa eritematosa abaixo das próteses dentárias.
O paciente pode referir dor, prurito ou queimação local.

## Causas
A queilite angular costuma ser um transtorno multifatorial de origem infecciosa, com vários fatores locais e sistêmicos. As feridas costumam infectar-se com fungos e em alguns casos bactérias. Isso pode representar uma infecção oportunista ou secundária a deficiência nutricional (especialmente de vitamina B e ferro), o que, por sua vez, pode indicar um transtorno de má nutrição ou mal absorção. Também pode ser uma manifestação de dermatite de contato, que pode ser irritativa ou alérgica.

## Infecção
Os organismos infecciosos envolvidos são:
- Candida spp. (geralmente a candida albicans), que causa 20% dos casos.
- Bacterias: Staphilococcus aureus (20% dos casos); Streptococcus Beta Hemolitico (8~15%)
- Polimicrobiana (60% dos casos envolvendo Candida albicans e S. aureus)

As vezes, a herpes labial pode manifestar-se no canto da boca (herpes simplex angular), e neste caso o tratamento consiste de antivirais tópicos, como o aciclovir.

## Tratamento
O medicamento mais utilizado para tratamento é o uso de cremes a base de triancinolona, aplicado sobre a lesão a cada 6 horas, por no mínimo 14 dias mas este medicamento não deve ser usado quando há infecção porque agrava as lesões.